# Aparecida Liberato
Aparecida de Fátima Moraes Liberato (São Paulo, 3 de março de 1954) é uma numeróloga e escritora brasileira. Fonoaudióloga de formação, ela trabalha há anos com numerologia e já escreveu cinco livros em português (pela Editora Random House lançou livros no mercado mundial, em espanhol). Aparecida foi, entre 2001 e 2003, apresentadora do programa Melhor da Tarde, da Band, ao lado de Astrid Fontenelle e Leão Lobo.
A numeróloga é filha de portugueses e irmã do falecido apresentador Gugu Liberato.

## Carreira

### Obras em português
- "Vivendo melhor através da numerologia - guia prático"
- "Números e aromas do amor - o livro do relacionamento e da conquista"
- "Agenda 2004 - numerologia nos seu dia-a-dia"
- "Diga-me seu nome e direi quem você é" (mais tarde intitulado ("Seu NOME, sua VIDA")
- "O poder que vem do seu nome"

### Obras em espanhol
- "Vivir mejor a través de la numerología"
- "Los números secretos del amor"
- "Dime tu nombre y te Diré quien eres"
- "Descubre el poder de tu nombre"

### Televisão
- Programa do Gugu (consultora em numerologia)
- 2001-2003 - Melhor da Tarde (co-apresentadora)